# Volkswagen Lavida
La Volkswagen Lavida est un véhicule du constructeur automobile allemand Volkswagen vendu depuis 2008 exclusivement en Chine. La Lavida y est produite par une coentreprise liant Volkswagen AG et le constructeur SAIC.

## Première génération (2008-2012)
La Lavida est une berline compacte de la marque allemande Volkswagen, vendue en Chine.
La première génération de Lavida est basée sur la plate- forme PQ34 sur laquelle sont construits les modèles VW Golf IV , Škoda Octavia I ainsi que Seat et Audi . Le modèle a été entièrement développé en Chine et est réservé au marché local. Plusieurs fournisseurs de services d'ingénierie allemands bien connus ont participé au développement. La norme de sécurité de la carrosserie est donc relativement élevée et comparable aux nouveaux véhicules européens. La Lavida partage la structure et la propulsion avec la New Bora , qui est construite et distribuée par la FAW-Volkswagen . Visuellement, la relation étroite ne peut être vu sur une inspection plus approfondie. Il a été spécialement conçu pour répondre aux besoins des clients chinois, y compris l'utilisation généreuse de pièces chromées. La berline a d'abord été présentée à l' Auto China 2008 à Beijing. En 2010, 251 615 exemplaires ont été nouvellement enregistrés en Chine.
Le Lavida était offert en trois variantes de moteur. Le plus petit était un moteur TSI de 1,4 litre. Le centre a fourni à Volkswagen un moteur de 1,6 litre. Dans les modèles supérieurs, cependant, un moteur à essence de 2,0 litres est utilisé. Le moteur de 1,6 litre a été installé entre autres dans la VW Polo , le moteur de 2,0 litres vient de la Passat Type 3B .
Elle est la berline la plus vendue en Chine.

## Seconde génération (2012- )
La deuxième génération de la Lavida a eu sa première à l'été 2012. Comme une compétition s'applique à la VW Jetta VI identique VW Sagitar FAW VW. Contrairement à la Gran Lavida , qui est un adapté pour le marché chinois Audi A3 Sportback .
Il est disponible en trois versions de modèle à choisir. Le modèle d'entrée de gamme représente la courbe de tendance . Il offre déjà ASR, ESP, ABS, EBV, MASR et la fonction MSR en standard. Le moteur intégré a une cylindrée de 1 598 cm3 et offre une puissance de 77 kW. La vitesse maximale est de 180 km/h pour le manuel et de 174 km/h pour l'automatique. La consommation est donnée aux unités avec une transmission manuelle à 5 vitesses à 5 litres par 100 km. Avec le Tiptronic en 6 étapes, la consommation s'élève à 6 L.

### Variantes
Gran Lavida : version break.
Cross Lavida : version baroudeuse de la Gran Lavida.
Elle se démarque par ses barres de toits et ses protections noires et ses projecteurs xénon.

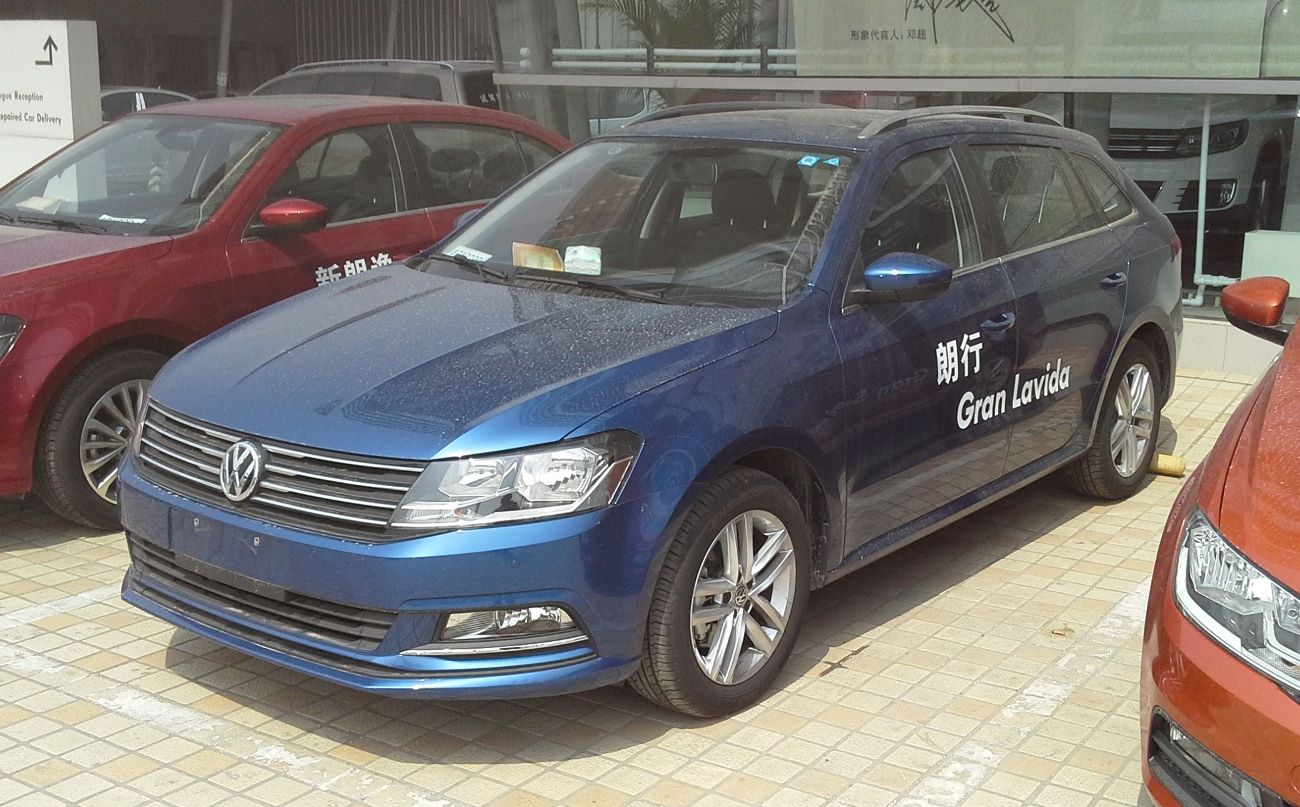
Gran Lavida restylée

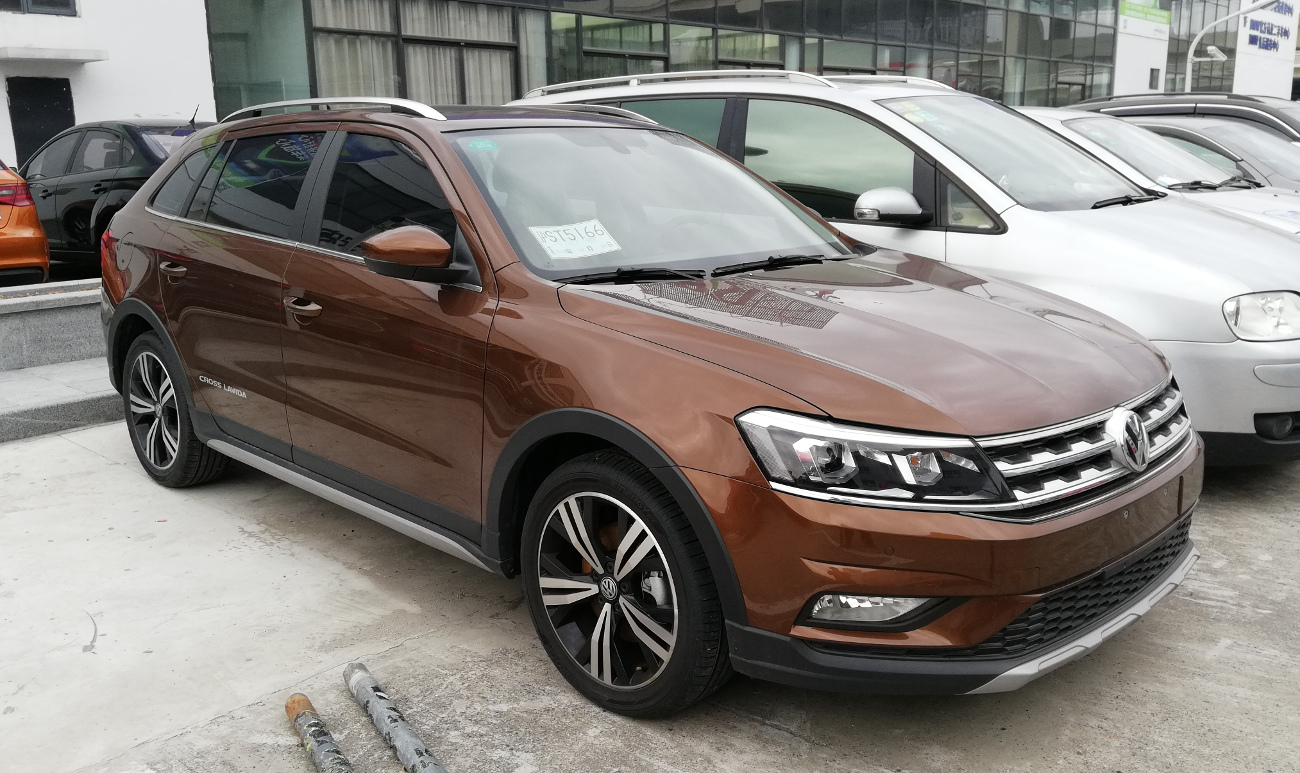
Cross Lavida restylée

## Troisième génération (2018- ):Lavida Plus
En avril 2018, lors du salon automobile de Pékin, la coentreprise SAIC-Volkswagen a dévoilé la nouvelle génération de sa berline Lavida. Celle-ci porte désormais le nom de Lavida Plus, afin de la distinguer de la précédente génération qui reste dans la gamme de la coentreprise.